# Satellite Award des meilleurs effets visuels
Le Satellite Award des meilleurs effets visuels (Satellite Award for Best Visual Effects) est une distinction cinématographique américaine décernée depuis 1997 par The International Press Academy.

## Palmarès
Note : les gagnants sont indiqués en gras.

### Années 1990
- 1997 : Independence Day – Volker Engel et Douglas Smith
  - Cœur de dragon (Dragonheart)
  - Mars Attacks!
  - Star Trek : Premier Contact (Star Trek: First Contact)
  - Twister

- 1998 : Contact 
  - Le Cinquième Élément
  - Men in Black
  - Starship Troopers
  - Titanic

- 1999 : Au-delà de nos rêves (What Dreams May Come)
  - Armageddon
  - Babe 2, le cochon dans la ville (Babe 2: Pig in the City)
  - Il faut sauver le soldat Ryan (Saving Private Ryan)
  - Star Trek : Insurrection (Star Trek: Insurrection)

### Années 2000
- 2000 : Stuart Little
  - Matrix
  - La Momie (The Mummy)
  - Sleepy Hollow
  - Star Wars, épisode I : La Menace fantôme (Star Wars, Episode I: The Phantom Menace)
  - Titus

- 2001 : Tim Burke pour Gladiator
  - Charlie et ses drôles de dames (Charlie's Angels)
  - Le Grinch (How the Grinch Stole Christmas!)
  - Mission impossible 2 (Mission: Impossible 2)
  - Vertical Limit

- 2002 : Le Seigneur des anneaux : La Communauté de l'anneau (The Lord of The Rings: The Fellowship of the Ring)
  - Harry Potter à l'école des sorciers (Harry Potter and the Philosopher's Stone)
  - Jurassic Park 3
  - Moulin Rouge (Moulin Rouge!)
  - Pearl Harbor

- 2003 : Le Seigneur des anneaux : Les Deux Tours (The Lord of the Rings: The Two Towers)
  - Gangs of New York
  - Minority Report
  - Les Sentiers de la perdition (Road to Perdition)
  - Spider-Man

- 2004 : Master and Commander : De l'autre côté du monde (Master and Commander: The Far Side of the World)
  - Kill Bill: Vol. 1
  - Le Dernier Samouraï (The Last Samurai)
  - Le Seigneur des anneaux : Le Retour du roi (The Lord of the Rings: The Return of the King)
  - Pirates des Caraïbes : La Malédiction du Black Pearl (Pirates of the Caribbean: The Curse of the Black Pearl)
  - Terminator 3 : Le Soulèvement des machines (Terminator 3 : Rise of the Machines)

- 2005 (janvier) :  (ex æquo)
  - Aviator (The Aviator)
  - Le Secret des poignards volants (十面埋伏)
    - Collatéral (Collateral)
    - Eternal Sunshine of the Spotless Mind
    - Capitaine Sky et le Monde de demain (Sky Captain and the World of Tomorrow)
    - Spider-Man 2

- 2005 (décembre) : Star Wars, épisode III : La Revanche des Sith (Star Wars, Episode III: Revenge of the Sith)'
  - Crazy Kung Fu (功夫)
  - La Guerre des mondes (War of the Worlds) – Randal M. Dutra, Pablo Helman, Dennis Muren et Daniel Sudick
  - Kingdom of Heaven
  - Sin City

- 2006 : Pirates des Caraïbes : Le Secret du coffre maudit (Pirates of the Caribbean : Dead Man's Chest)
  - Da Vinci Code (The Da Vinci Code)
  - Mémoires de nos pères (Flags of Our Fathers)
  - The Fountain
  - Le Labyrinthe de Pan (El Laberinto del fauno)
  - V pour Vendetta
  - X-Men : L'Affrontement final (X-Men: The Last Stand)

- 2007 : 300
  - La Légende de Beowulf (Beowulf)
  - La Vengeance dans la peau (The Bourne Ultimatum)
  - Il était une fois (Enchanted)
  - À la croisée des mondes : La Boussole d'or (His Dark Materials: The Golden Compass)
  - Transformers

- 2008 : Australia
  - The Dark Knight : Le Chevalier noir (The Dark Knight)
  - Le Jour où la Terre s'arrêta (The Day the Earth Stood Still)
  - Iron Man
  - Quantum of Solace

- 2009  : 2012
  - Transformers 2 : La Revanche (Transformers : Revenge of the Fallen)
  - Les Trois Royaumes (赤壁)
  - L'Imaginarium du docteur Parnassus (The Imaginarium of Doctor Parnassus)
  - Fantastic Mr. Fox
  - District 9

### Années 2010
- 2010 : Alice au pays des merveilles (Alice in Wonderland)
  - 127 heures (127 Hours)
  - Inception
  - Iron Man 2
  - Le Royaume de Ga'hoole (Legend of the Guardians: The Owls of Ga'Hoole)
  - Unstoppable

- 2011[1] : Hugo Cabret (Hugo)
  - Harry Potter et les Reliques de la Mort - 2e partie (Harry Potter and the Deathly Hallows - Part 2)
  - La Planète des singes : Les Origines (Rise of the Planet of the Apes)
  - Super 8
  - Transformers 3 : La Face cachée de la Lune (Transformers: Dark of the Moon)
  - Cheval de guerre (War Horse)

- 2012[2] : Flight
  - Cloud Atlas
  - The Dark Knight Rises
  - L'Odyssée de Pi (Life Of Pi)
  - Prometheus
  - Skyfall

- 2014 : Gravity
  - All Is Lost
  - Les Croods (The Croods)
  - Le Monde fantastique d'Oz (Oz: the Great and Powerful)
  - Rush
  - World War Z

- 2015 : La Planète des singes : L'Affrontement (Dawn of the Planet of the Apes) – Dan Lemmon, Joe Letteri et Matt Kutcher
  - Les Gardiens de la galaxie (Guardians of the Galaxy) – Stéphane Ceretti
  - Interstellar – Andrew Lockley, Ian Hunter, Paul Franklin et Scott Fisher
  - Noé (Noah) – Ben Snow, Burt Dalton, Dan Schrecker et Marc Chu
  - Snowpiercer, le Transperceneige (Snowpiercer) – Eric Durst
  - Transformers : L'Âge de l'extinction (Transformers: Age of Extinction) – John Frazier, Patrick Tubach, Scott Benza et Scott Farrar

- 2016 : The Walk : Rêver plus haut (The Walk) – Kevin Baillie, Jim Gibbs, Viktor Muller et Sébastien Moreau
  - Everest – Stefan Andersson, Dadi Einarsson, Arne Kaupang et Richard Van Den Bergh
  - Jurassic World – Tim Alexander, Glen McIntosh, Tony Plett et Michael Meinardus
  - Mad Max: Fury Road – Andrew Jackson, Tom Wood, Dan Oliver et Andy Williams
  - Seul sur Mars (The Martian) – Richard Stammers, Chris Lawrence, Anders Langlands et Steven Warner
  - Spectre – Steve Begg et Chris Corbould

- 2017 : Le Livre de la jungle
  - Le Bon Gros Géant (The BFG)
  - Un jour dans la vie de Billy Lynn
  - Deadpool
  - Doctor Strange
  - Sully

- 2018 : Blade Runner 2049
  - Alien: Covenant
  - Dunkerque (Dunkirk)
  - La Forme de l'eau (The Shape of Water)
  - La Planète des singes : Suprématie (War for the Planet of the Apes)
  - Wonder Woman

- 2019 : Black Panther
  - Avengers: Infinity War
  - Les Animaux fantastiques : Les Crimes de Grindelwald (Fantastic Beasts: The Crimes of Grindelwald)
  - Jurassic World: Fallen Kingdom
  - Rampage : Hors de contrôle (Rampage)
  - Ready Player One

### Années 2020
- 2020 : Alita: Battle Angel – Joe Letteri et Eric Saindon
  - Avengers: Endgame – Matt Aitken, Dan DeLeeuw, Russell Earl et Dan Sudick
  - Le Mans 66 – Mark Byers, Olivier Dumont et Kathy Siegel
  - The Irishman – Pablo Helman
  - Joker – Mathew Giampa, Bryan Godwin et Edwin Rivera
  - Le Roi lion – Andrew R. Jones, Robert Legato, Elliot Newman et Adam Valdez

- 2021 : Tenet – Scott R. Fisher et Andrew Jackson (en)
  - Birds of Prey (Birds of Prey: And the Fantabulous Emancipation of One Harley Quinn) – Thrain Shadbolt et Kevin Souls
  - USS Greyhound : La Bataille de l'Atlantique (Greyhound) – Peter Bebb et Nathan McGuinness
  - Mank – Simon Carr, Pablo Helman, James Pastorius et Wei Zheng
  - The Midnight Sky – Matt Kasmir et Chris Lawrence (en)
  - Mulan – Sean Andrew Faden

- 2022 : Dune – Brian Connor, Paul Lambert, Tristan Myles et Gerd Nefzer
  - Les Éternels – Matt Aitken, Daniele Bigi, Stéphane Ceretti et Neil Corbould
  - Godzilla vs Kong – John Desjardin, Bryan Hirota, Tamara Watts Kent et Kevin Smith
  - Shang-Chi and the Legend of the Ten Rings – Joe Farrell, Dan Oliver, Christopher Townsend et Sean Noel Walker
  - The Suicide Squad – Jonathan Fawkner, Kelvin McIlwain, Dan Sudick et Guy Williams
  - The Tomorrow War – Carmelo Leggiero, James E. Price, J. D. Schwalm, Randall Starr et Sheldon Stopsack

- 2023 : Avatar: The Way of Water – Joe Letteri, Eric Saindon, Richard Baneham, Daniel Barrett
  - Babylon – Jay Cooper, Elia Popov, Kevin Martel, Ebrahim Jahromi
  - The Batman – Dan Lemmon, Russell Earl, Anders Langlands, Dominic Tuohy
  - Good Night Oppy – Abishek Nair, Marko Chulev, Ivan Busquets, Steven Nichols
  - RRR – V. Srinivas Mohan
  - Top Gun: Maverick – Ryan Tudhope, Scott R. Fisher, Seth Hill, Bryan Litson

- 2024 : Mission impossible : Dead Reckoning – Simone Coco, Neil Corbould, Jeff Sutherland et Alex Wuttke
  - The Creator – Jay Cooper, Ian Comley, Neil Corbould et Andrew Roberts
  - Napoléon – Henry Badgett, Simone Coco, Neil Corbould, Charley Henley et Luc-Ewen Martin-Fenouillet
  - Oppenheimer – Dave Drzewiecki, Scott R. Fisher, Andrew Jackson et Giacomo Mineo
  - Spider man : Across the Spider-Verse – Bret St. Clair, Pav Grochola, Alan Hawkins, and Michael Lasker
  - Transformers: Rise of the Beasts – Matt Aitken, Gary Brozenich, Ilya Churinov, Richard Little, Guillaume Murray et J. D. Schwalm

- 2025 : Gladiator 2 – Mark Bakowski, Neil Corbould, Nikki Penny et Pietro Ponti
  - Dune, deuxième partie (Dune: Part Two) – Stephen James, Paul Lambert, Gerd Nefzer et Rhys Salcombe
  - La Planète des singes : Le Nouveau Royaume (Kingdom of the Planet of the Apes) – Rodney Burke, Paul Story, Stephen Unterfranz et Erik Winquist
  - Mufasa : Le Roi lion  (Mufasa: The Lion King) – Audrey Ferrara et Adam Valdez
  - City of Darkness (Twilight of the Warriors: Walled In) – Garrett Lam, Jules Lin et Kwok-Leung Yu
  - Wicked – Paul Corbould, Jonathan Fawkner, Pablo Helman et Dave Shirk